# Русская народная армия
Ру́сская наро́дная а́рмия — оперативно-стратегическое объединение белогвардейских войск прогерманской ориентации на Дону летом—осенью 1918 года во время Гражданской войны.

## Организация и формирование армии
Организация армии велась летом 1918 года на севере Донской области. Значительное участие в создании армии принимал гетман П. П. Скоропадский, внесший значительный вклад в финансировавший армии из украинской казны, а также донской атаман генерал П. Н. Краснов.
Руководил армией полковник В. К. Манакин, назначенный также губернатором Саратовской области приказом донского атаман генерала Краснова.

## Преобразование армии
30 сентября (13 октября) 1918 года в соответствии с приказом атамана Краснова была реорганизована в корпус (Саратовский корпус) Особой Южной армии, действовавший на Царицынском направлении в составе Донской армии.
В состав корпуса входило несколько (состоявших из чинов Русской Императорской армии) полков: 42-го пехотного Якутского, 187-го пехотного Аварского, других полков, несколько отдельных сотен, рот, эскадронов, технический батальон.

## Участие в боях c большевиками
Корпус принимал участие в тяжелых боях с большевиками, понес значительные потери.

## Расформирование и включение в состав ВСЮР
15 (28) марта 1919 года было произведено переформирование Саратовского корпуса в Саратовскую отдельную бригаду, позже вошедшую в состав 6-й пехотной дивизии Вооружённых сил Юга России генерала А. И. Деникина.